# Robert Orledge
Robert Orledge (Bath, Somerset, 5. siječnja 1948.), britanski sveučilišni profesor i muzikolog međunarodnoga ugleda.

## Životopis
Dr. Robert Orledge, jedan od vodećih britanskih znanstvenika i profesor emeritus Sveučilišta Liverpool, specijalist je t.zv. kreativne muzikologije i stručnjak za francusku glazbu druge polovice 19. i prve polovice 20. stoljeća. Od 1958. do 1965. godine školovao se u City of Bath Boys' School. 1964. dobio je i diplomu Kraljevskoga orguljaškog koledža (Royal College of Organists) te potom – od 1965. do 1971. – studirao glazbu na Koledžu Clare ↓1 u Cambridgeu, gdje je 1968. najprije diplomirao, a zatim i magistrirao 1972. godine. Doktorsku disertaciju pod nazivom A Study of the Composer Charles Koechlin (1867-1950) obranio je u svibnju 1973.
Od 1971. angažiran je kao predavač (Lecturer) na Glazbenom odjelu (Department of Music) Sveučilišta u Liverpoolu, gdje je – tijekom dugogodišnje uspješne znanstvene karijere – bio promoviran i u ostala engleska akademska zvanja: Senior Lecturer (1980.), Reader (1986.) i Personal Chair (1991.). Sve do umirovljenja 2004. godine njegov je rad sa studentima glazbe bio vezan uz brojne glazbenopovijesne projekte (posebice uz stvaralaštvo Haydna, Purcella, Debussya i Satiea), vježbe sluha i intonacije (solfeggio), stilsku kompoziciju i orkestraciju te glazbenu analizu. Dakako, bio je i mentorom mnogim diplomantima Glazbenoga odjela liverpulskoga Sveučilišta.
Dr. Robert Orledge je specijalist za francusku glazbu od 1860. do 1950. godine: već spomenuti Claude Debussy, Erik Satie te Gabriel Fauré, Charles Koechlin i Germaine Tailleferre skladatelji su čijim se stvaralaštvom i životima najviše bavio u svojem dosadašnjem znanstvenom, odnosno muzikološkom radu. Najviše ga pritom intrigira kreativni skladateljski um i promišljanje mogućega dovršetka kakve nedovršene skladbe. Te mu se mogućnosti otkrivaju tijekom ozbiljnoga muzikološkog i gotovo „detektivskog” rada prilikom pronalaženja i uspoređivanja različitih skica i inačica svake pojedine (novootkrivene) skladbe. Najnoviji mu je projekt orkestracija Satieve dodatne glazbe za Gounodovu operu Le médecin malgré lui, koju je Satie skladao na zahtjev Sergeja Djagileva: rekonstrukcija i orkestracija rade se prema sačuvanim dionicama i vokalnoj partituri koja se rabila u Djagilevljevoj produkciji 1924. godine.

## Muzikološki radovi

### Monografije
- Gabriel Fauré, London: Eulenburg, 1979. ISBN 978-0903873413
- Debussy and the Theatre, Cambridge: Cambridge University Press, 1982. ISBN 978-0521105163
- Charles Koechlin (1867-1950): His Life and Works, London: Routledge, 1989. ISBN 978-3718606092
- Satie the Composer, Cambridge: Cambridge University Press, 1990. ISBN 978-0521078993
- Satie Remembered, London: Faber & Faber, 1995. ISBN 978-0571172719

### Članci
- »Satie's Sarabandes and their Importance to his Composing Career«, u: Music and Letters (Oxford Journals), Oxford: Oxford Univesity Press, 1996, 77 (4), str. 555-565.
- »Debussy and Satie«, u: Smith, R. L. (ur.), Debussy Studies, Cambridge: Cambridge University Press, 1997, str. 154-178.
- »Understanding Satie's 'Vexations'«, u: Music and Letters (Oxford Journals), Oxford: Oxford Univesity Press, 1998,79 (3), str. 386-395.
- »Erik Satie« / »Charles Koechlin« / »André Caplet« / »Maurice Emmanuel« / »Gustave Charpentier«, u: The New Grove Dictionary of Music and Musicians, London: Macmillan, 2001.

### Revizije notnih izdanja
- Erik SATIE – Trois Pièces pour piano (Tri komada za glasovir): Allegro – Modéré – Verset laïque et somptueux, Pariz: Editions Salabert (EAS 19354)
- Erik SATIE – Le Poisson rêveur (Sanjiva riba za glasovir), Pariz: Editions Salabert (EAS 19356)
- Erik SATIE – Choses vues à droite et à gauche (sans lunettes) / Embarquement pour Cythère za violinu i glasovir, Pariz: Editions Salabert (EAS 19339X)
- Erik SATIE – La Statue retrouvée za trubu in C i glasovir (ili orgulje), Pariz: Editions Salabert (EAS 19337X)
- Erik SATIE – Chœur des marins za tenora, muški zbor i glasovir, Pariz: Editions Salabert (EAS 19336)
- Erik SATIE – Nocturne 6e za glasovir, Pariz: Eschig, 1994.
- Claude DEBUSSY – Nedovršena scenska djela: Kralj Lear / Vrag u zvoniku / Pad kuće Usher, knjiga VI, sv. 3, Pariz: Durand, 2006. (D. & F. 15685)